# Gamma Trianguli Australis
Gamma Trianguli Australis (γ TrA / HD 135382 / HR 5671) es una estrella en la constelación del Triángulo Austral.
De magnitud aparente +2,88, es la tercera más brillante de la constelación después de Atria (α Trianguli Australis) y β Trianguli Australis.
Ocasionalmente recibe el nombre de Gatria, contracción de su denominación de Bayer.
Gamma Trianguli Australis es una estrella blanca de la secuencia principal de tipo espectral A1V con una temperatura efectiva de 10.060 K.
Es una estrella similar a Merak (β Ursae Majoris), Marfik A (λ Ophiuchi) o Yildun (δ Ursae Minoris); curiosamente, esta última se halla a 183 años luz del sistema solar, la misma distancia que nos separa de Gamma Trianguli Australis.
Las estrellas blancas de la secuencia principal, en general, rotan a gran velocidad y Gamma Trianguli Australis no es una excepción. Con una velocidad de rotación de al menos 200 km/s, lo hace 100 veces más deprisa que el Sol.
En ocasiones ha sido incluida dentro del grupo de las estrellas peculiares como estrella Ap.
Gamma Trianguli Australis es una estrella joven con una edad comprendida entre 170 y 260 millones de años —el valor difiere según la fuente consultada—.
A diferencia de estrellas como Merak o Denébola, no muestra un exceso grande en la radiación infrarroja emitida.
Gamma Trianguli Australis aparece en la bandera nacional de Brasil, representando al estado de Paraná —véase estrellas en la Bandera de Brasil—.